# Heisteria
Heisteria är ett släkte av tvåhjärtbladiga växter. Heisteria ingår i familjen Erythropalaceae.

## Dottertaxa tillHeisteria, i alfabetisk ordning[1]
- Heisteria acuminata
- Heisteria amazonica
- Heisteria amphoricarpa
- Heisteria asplundii
- Heisteria barbata
- Heisteria blanchetiana
- Heisteria cauliflora
- Heisteria citrifolia
- Heisteria coccinea
- Heisteria concinna
- Heisteria costaricensis
- Heisteria densifrons
- Heisteria duckei
- Heisteria erythrocarpa
- Heisteria huberiana
- Heisteria insculpta
- Heisteria latifolia
- Heisteria laxiflora
- Heisteria macrophylla
- Heisteria maguirei
- Heisteria maytenoides
- Heisteria media
- Heisteria nitida
- Heisteria olivae
- Heisteria ovata
- Heisteria pacifica
- Heisteria parvifolia
- Heisteria pentandra
- Heisteria perianthomega
- Heisteria povedae
- Heisteria salicifolia
- Heisteria scandens
- Heisteria silvianii
- Heisteria skutchii
- Heisteria spruceana
- Heisteria trillesiana
- Heisteria zimmereri